# Luxmeter
Et luxmeter er et måleinstrument til at måle lysstyrke med. Lysstyrken måles i lux.
Det kan bruges til at måle både den generelle belysning som f.eks. kontrollere om belysningen er korrekt i kontorer, værksteder mv. eller det kan bruges til at måle outputtet fra lyskilder, men man skal huske at luxmetret kun måler i punktet lige hvor sensoren sidder. Skal man måle det totale output fra en lyskilde skal sensoren og lyskilden sættes i en speciel opstilling, oftest sættes de to inden i en kugle, men således at lyskilden ikke kan skinne direkte på sensoren, men lyset skal reflekteres på indersiden af kuglen så lyset kun når sensoren indirekte.